# Mina Frijoles y tocino
La mina Frijoles y tocino (en inglés, Beans and Bacon) es una mina de plomo en desuso en Bonsall Moor, cerca del pueblo de Bonsall, Derbyshire, Reino Unido. La ciudad más cercana es Matlock.

## Historia
La mina estuvo en funcionamiento desde 1920 hasta 1925, pero las obras alrededor de la mina se remontan al menos a 1740 y se cree que algunas son medievales, por lo que tiene cierta importancia arqueológica. No se conoce razón para el nombre inusual de la mina, pero otras minas en el área se llaman Mule Spinner (Hilandero de mula), Frogs Hole (Agujero de ranas), Cackle Mackle (Carcajada) y Wanton Legs (Piernas traviesas), por lo que el nombre de esta mina no es atípico.
La mina es parte de un grupo de locaciones protegidas que se encuentran bajo la Ley de Monumentos Antiguos y Áreas Arqueológicas de 1979 como un antiguo monumento de importancia nacional. El sitio de la mina incluye cinco coes (cobertizos de piedra), uno de los cuales contiene el pozo fundador en un compartimiento, y los trabajos descienden más de 55 metros (180 pies). El sitio es uno de los dos únicos que muestran numerosos métodos diferentes de rotura de rocas en un sitio tan pequeño. Estos métodos incluyen tapones y cuñas (plug and feather), artilugios y cuñas (gad and wedge) y voladura con pólvora.
En septiembre de 2014 una vaca fue rescatada de la mina, luego de caer cuatro metros (13 pies) por un pozo. Los rescatistas ensancharon otra entrada y lograron sacar al animal.